# ويدوج
ويدوج هي قرية في مقاطعة كاشان، إيران. عدد سكان هذه القرية هو 1,378 في سنة 2006.